# Palma Rosa Carrillo
Palma Rosa Carrillo (San Salvador de Jujuy, 29 de junio de 1925 – 3 de noviembre de 2001) fue una docente y política argentina del Partido Justicialista, fue una de las cinco primeras diputadas mujeres de la provincia de Jujuy.

## Biografía
Palma Rosa Carrillo nació en San Salvador de Jujuy, Argentina, el 29 de junio de 1925, en el seno de una familia aristocrática (descendiente de los fundadores de la ciudad) de inquietudes e intensa actividad políticas: su abuelo paterno, Delfín Carrillo, fue cofundador del Partido Radical o Unión Cívica Radical  y su padre, Matías Carrillo, también fue activo militante del radicalismo. Se tituló como Maestra Normal en 1942 y, en 1946, obtuvo el título de Profesora de Filosofía en la Universidad Nacional del Litoral.
Al regresar a su provincia, se integró al Partido Justicialista en la Rama Femenina luego,  Partido Peronista Femenino  del que fue la primera locutora oficial. Asimismo, fundó, junto a Joaquín Burgos, la delegación Jujuy de la Unión de Docentes Argentinos-UDA- (primer sindicato de docentes).
Al promulgarse en 1947 la Ley 13.010 de sufragio femenino, llamada en su momento “Ley Evita”, Palma Carrillo se dedicó a recorrer su provincia para difundir la información sobre el derecho al voto de las mujeres en conferencias y talleres de alfabetización de sufragio a mujeres de todo el territorio provincial.
Fue elegida diputada provincial en las elecciones generales de 1951. Ejerció su mandato entre 1952 y 1955, siendo considerada la primera mujer en alcanzar una banca en la Legislatura jujeña, junto a Nelly Calderón, Elena Pereira y América Argentina Galli de Corbacho. Presentó numerosos proyectos de ley y, al terminar su mandato, continuó su trabajo como Profesora de Filosofía del Colegio Nacional No 1.
Al producirse el golpe militar de 1955, fue dejada cesante junto a otros profesionales conocidos como peronistas en todo el territorio nacional.
Doce años más tarde, se reintegró a la docencia como Profesora de Filosofía a nivel terciario y, más tarde, como Rectora del Colegio Nacional 2, introduciendo en su colegio el Proyecto 13, cuyo objetivo era promover los intereses académicos y deportivos fuera del marco curricular.
Falleció el 3 de noviembre de 2001 y, como legado, en 2003 se nombró una avenida de la ciudad de San Salvador de Jujuy, en el barrio Bajo La Viña. Para 2020, se creó el Premio Palma Carrillo en su homenaje, con el objetivo de premiar a mujeres que promueven el desarrollo de la comunidad.